# Walter Buckmaster
Pour les articles homonymes, voir Buckmaster.
Walter Selby Buckmaster (Wimbledon, Grand Londres, 16 octobre 1872 - Warwick, Warwickshire, Royaume-Uni, 30 octobre 1942) est un joueur de polo britannique.
Il remporte en 1900 et en 1908 la médaille d'argent en polo aux Jeux olympiques de Paris, avec les équipes BLO Polo Club Rugby et Hurlingham-2.